# Johann Ernst III. (Sachsen-Weimar)

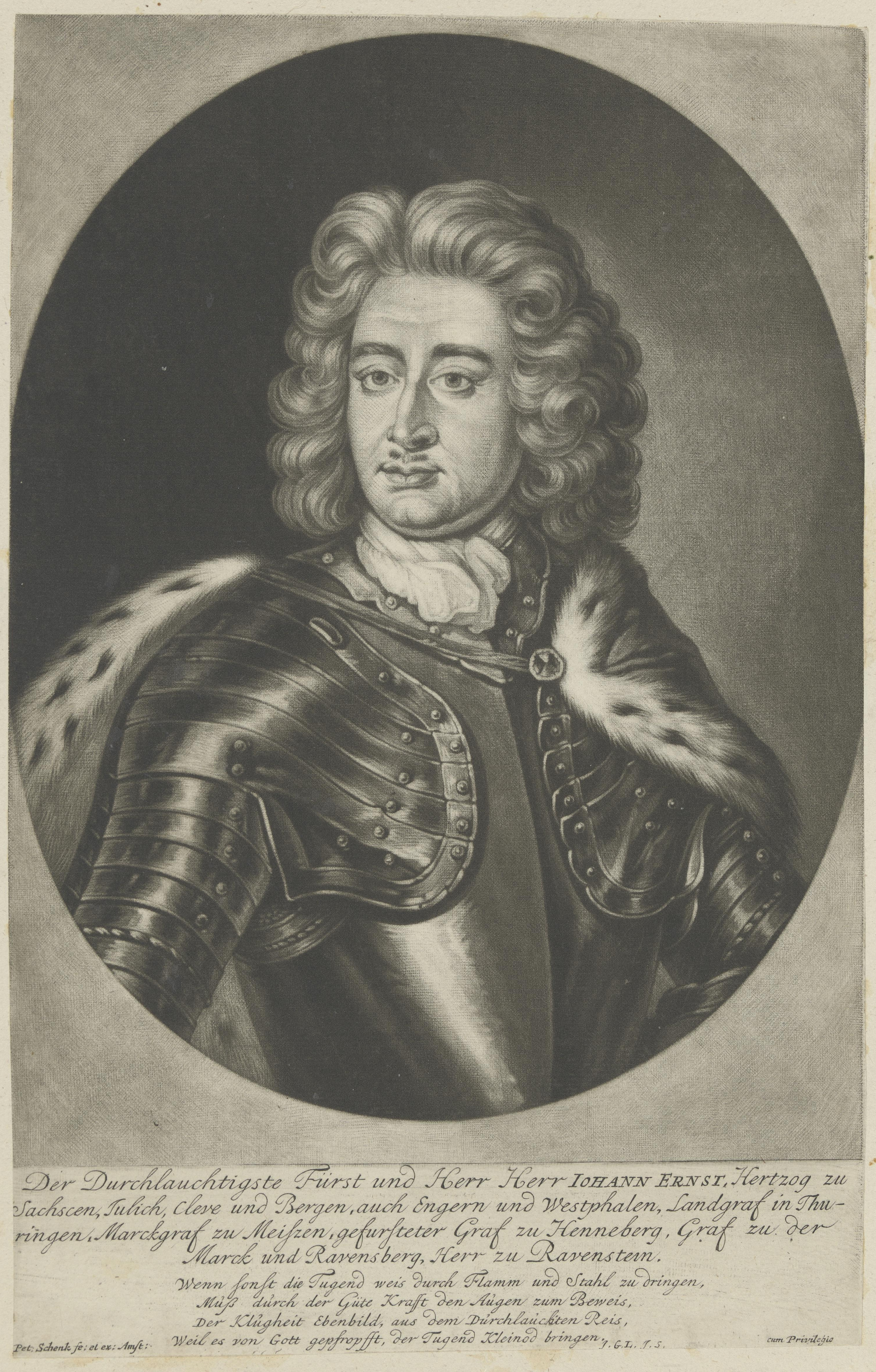
Herzog Johann Ernst III. von Sachsen-Weimar

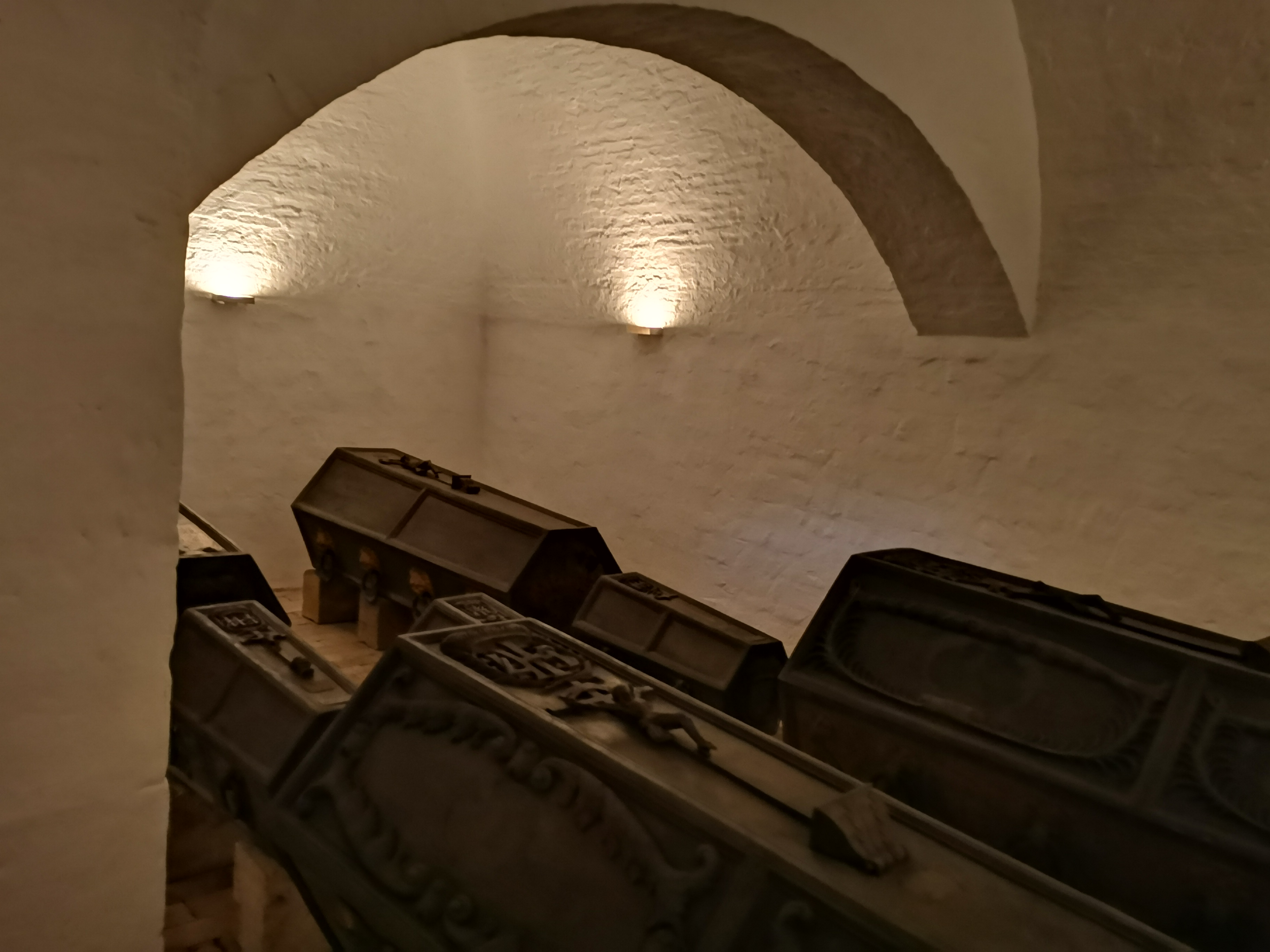
Sarg von Johann Ernst III. (hinten)

Johann Ernst III. (* 22. Juni 1664 in Weimar; † 10. Juni 1707 ebenda) war Herzog von Sachsen-Weimar. Er stammte aus der ernestinischen Linie des Hauses Wettin und gehörte damit zum Fürstenhaus Sachsen-Weimar.

## Leben
Johann Ernst III. war der zweite Sohn des Herzogs Johann Ernst II. von Sachsen-Weimar (1627–1683) aus dessen Ehe mit Christine Elisabeth (1638–1679), Tochter des Herzogs Johann Christian von Schleswig-Holstein-Sonderburg. Gemeinsam mit seinem älteren Bruder Wilhelm Ernst ging er 1676 an die Universität Jena. Nach dem Tode seines Vaters wurde er regierender Herzog, teilte sich die Regentschaft aber mit seinem älteren Bruder, da in Weimar noch keine Primogeniturordnung eingeführt worden war. Obgleich die Brüder zu diesem Zeitpunkt minderjährig waren, hatte sie der Vater in seinem Testament für mündig erklärt und der Kaiser diesem Akt zugestimmt.
Johann Ernst III. war dem Alkohol verfallen und auch sonst wenig an den Regierungsgeschäften interessiert. Seinem Bruder gelang es deshalb relativ schnell, Johann Ernst politisch kaltzustellen. Obwohl formell bis zu seinem Tode regierender Herzog, hatte er de facto kaum Einfluss auf die Regentschaft. Nach mehreren Streitigkeiten über die gemeinsamen Einkünfte, bei denen Johann Ernst seinem Bruder Vorrechte zubilligte, hatten die Brüder in späteren Jahren wieder ein engeres Verhältnis.
Johann Ernst lebte meist zurückgezogen im Roten Schloss zu Weimar. Er wurde in der Schlosskirche in Weimar bestattet und später in die Fürstengruft auf dem Historischen Friedhof Weimar überführt.

## Ehen und Nachkommen
Johann Ernst III. war zweimal verheiratet. In erster Ehe heiratete er am 11. Oktober 1685 in Zerbst Sophia Augusta (1663–1694), Tochter des Fürsten Johann VI. von Anhalt-Zerbst, mit der er folgende Kinder hatte:
- Johann Wilhelm (*/† 1686)
- Ernst August I. (1688–1748), Herzog von Sachsen-Weimar-Eisenach

⚭ 1. 1716 Prinzessin Eleonore Wilhelmine von Anhalt-Köthen (1696–1726)
⚭ 2. 1734 Prinzessin Sophie Charlotte von Brandenburg-Bayreuth (1713–1747)
- Eleonore Christiane (1689–1690)
- Johanna Auguste (1690–1691)
- Johanna Charlotte (1693–1751)

Seine zweite Ehe schloss er am 4. November 1694 in Kassel mit Charlotte Dorothea Sophie (1672–1738), Tochter des Landgrafen Friedrich II. von Hessen-Homburg. Aus dieser Ehe hatte er folgende Kinder:
- Karl Friedrich (1695–1696)
- Johann Ernst IV. (1696–1715), Herzog von Sachsen-Weimar
- Marie Luise (1697–1704)
- Christiane Sophie (1700–1701)